# Estilo (revista)
Estilo, una revista falangista de Granollers, fou publicada entre el 1940 i el 1942. La seva temàtica eren articles d'ideologia falangista i nacional-catòlica, i d'informacions locals i comarcals. Va aparèixer el 28 d'agost del 1940 i el seu darrer número va ser el 22 de febrer del 1942. Escrita en castellà, era editada per la delegació local de premsa i propaganda de FET y de las JONS i impresa a la Impremta de Ferran Carreras a Granollers.
El seu director va ser Claudi Colomer i Marquès; i els redactors i col·laboradors del setmanari van ser Jaume Llacuna, Albert Compte, Josep Llobet, mossèn Albert Olivella, pare Julià Centelles, pare Román Villa, C. Martí de Plana, J. Boada i Barba, J. Puig i Vert, Francisco Emilio García, J.M. Montagud Borja, Josep M. Ruera, Josep M. Puchades, mossèn Lluís Martí, Lluís Palé, Coral Montagud i J. Tobella (dibuixos), entre d'altres.
Els subtítols del setmanari van ser dos. El primer era Semanario del falangismo vallesano i més endavant es va canviar pel Semanario editado por la delegación local de la Prensa y Propaganda de F.E.T y de las J.O.N.S de Granollers.

## Característiques tipogràfiques
Tipografia a una tinta, tret de la portada d'alguns extraordinaris, que era a dues o tres tintes. Format de 240 per 285 mil·límetres (nº1), de 210 per 310 mil·límetres (nº2) i de 310 per 420 mil·límetres (nº67). De vuit pàgines, normalment, amb extraordinaris fins a noranta-quatre pàgines. A dues columnes de 20 cíceros (nº1) i a quatre columnes de 19 cíceros (nº50) i a quatre columnes de 14 cíceros (nº67). Capçalera amb dibuix a la ploma (jou i fletxes), amb algun gravat directe o a la ploma a les altres planes. Publicitat en un 25%, llevat dels extraordinaris, que arriben a tenir un 60% de publicitat.

## Ideologia
Tal com explica Joan Subirà a La premsa a Granollers (1882-1982)-2, la ideologia d'aquest periòdic roman ben clara des de la "Salutación" del primer número que entre altres coses, deia:
| « | Brazo en alto, ante el Caudillo, invicto de España y ante una juventud heroica que supo dar su vida en las trincheras o en la retaguardia roja, para que nosotros gozáramos d'un mañana mejor, justo, humano y tradicional, el semanario ESTILO de F.E.T y de las J.O.N.S se lanza a la tarea. Nadie crea que este semanario será para la Falange vallesana su remanso, una válvula, un derivativo que suplante y sustituya el empuje y la combatividad falangistas, el coraje y la acción revolucionarias, por una actitud blanda, tolerante y verbalista; no, muy al contrario, ESTILO dará a nuestros camaradas el bagaje ideológico necesario, la base suficiente, para que ante cualquier coyuntura y momento pueden atacar con éxito al derrotismo, a la incomprensión y al desconocimiento que quieren socavar nuestros postulados y nuestra doctrina revolucionaria. | » |

Després d'aquesta manifestació de propòsits i intencions, l'editorialista es referia a les publicacions granollerines anteriors amb aquests termes:
| « | Nadie confunda este semanario con otras publicaciones periódicas, insípidas e inodoras, cuando no francamente, sectarias, funestamente sectarias, que habían existido en nuestra ciudad en épocas anteriores; no ESTILO no está al servicio de ningún interés parcial de clase o secta (...) Pero ESTILO, no sólo sale a adoctrinar, sino que también sale a combatir, y no tanto al marxismo y liberalismo como a otros enemigos mucho más terribles para España y el nacional-sindicalismo: el acomodamiento y arribismo vallesano, la sinverguencería (sic) granollerense, la indolencia, la cochambrería, la inercia y la cuquería. | » |

Aquest periòdic va tenir l'originalitat de començar amb un número extra, amb tricomia a portada i moltes fotografies a dins. Era dedicat al tema de la "reconstrucció", és a dir, a refer el que s'havia malmès amb la guerra. El número següent amb nou format i vuit planes, s'autoanomenava "normal" en excusar-se per les deficiències que tenia. Deia així:
| « | Este primer número normal de "ESTILO" sale algo descuidado debido a circunstancias fácilmente comprensibles. Los números sucesivos, si como es de esperar encontramos en la población granollerense el apoyo económico y el entusiasmo que como pueblo culto ha de sentir seran notablemente mejorados. Se habrirán (sic) secciones nuevas y se ampliará esta de noticiario. Nuestro afán es hacer de "ESTILO" el mejor semanario de los que en Granollers ha existido. | » |

Però aquest "apoyo económico" no devia ser tan abundant com esperaven els redactors d'Estilo, ja que el número 3 se’n dolien amb uns mots expressius:
| « | Y ahora se pide un donativo como suscripción a un semanario nacional-sindicalista, donativo mínimo, y con tal de eludirlo son capaces de representar, con gestos y con palabras, la más grande de las tragedias, a cuyo lado los clásicos griegos son nubes de verano. Tales la posición d'unos cuantos de fenicios, con sangre israelita en las venas, que pululan por la ciudad riente y simpática de Granollers. | » |

Des del número 2 al 14, Estilo va reservar un espai a l'Acció Catòlica de la ciutat. Començà essent una columna sencera i es va anar reduint fins a desaparèixer. Les noves tècniques de publicitat, amb publi-reportatges es van començar a emprar en aquest setmanari el número 14. Hi ha una informació publicitària sobre gasògens, que diu:
| « | Hacia la autorquia. Construcción de Gasógenos en los tallere Baulenas. El consumo de carbón está calculado de 50 Kg. por cien Km. y puede utilizarse cualquier carbón vegetal indistintamente. | » |

En arribar al número 50, el setmanari va fer una mica de repàs del que havia estat el primer any de vida. Al Pórtico d'aquest número es manifestava amb satisfacció l'èxit assolit:
| « | Jirones de nuestra juventud han quedado convertidos en editoriales y artículos de doctrina falangista en las páginas de este semanario (...) Hemos logrado lo que nos proponíamos: introducir la presencia de la Falange en la vida granollerense y dar al semanario la personalidad para hacer eficaz nuestra obra. | » |

Després del número 74, de 22 de febrer del 1942, Estilo canvià de títol, però no d'estil. Hi havia hagut unes consignes polítiques del partit únic sobre els noms dels periòdics de la Falange i s'hagué de canviar. Malgrat que no varià de format, ni el cos de redacció ni el contingut, i que es continuà la numeració d'Estilo, formalment va ser un periòdic nou que va seguir en funcionament com a Revista del Vallés.